# Kościół św. Mikołaja w Lipowcu Kościelnym
Kościół świętego Mikołaja – rzymskokatolicki kościół parafialny należący do dekanatu mławskiego diecezji płockiej.

## Historia i architektura
Obecna murowana świątynia została wzniesiona w 1805 roku, dzięki staraniom pochodzącego z Prus księdza Antoniego Tolksdorfa. Budowla została konsekrowana przez biskupa Onufrego Kajetana Szembeka w 1806 roku. Kościół reprezentuje styl późnobarokowy. Jest to świątynia jednonawowa, wybudowana na planie prostokąta, z dobudowaną od strony południowej zakrystią, nakryta dachem dwuspadowym, była remontowana w XIX i XX wieku. W ołtarzu głównym jest umieszczony obraz Matki Bożej z Dzieciątkiem namalowany w 1. połowie XVIII wieku. W ściany kościoła zostały wmurowane tablice epitafijne z XIX wieku oraz tablica poświęcona żołnierzom niezłomnym z oddziału Wacława Grabowskiego „Puszczyka”, odsłonięta i poświęcona w 1994 roku.

## Galeria

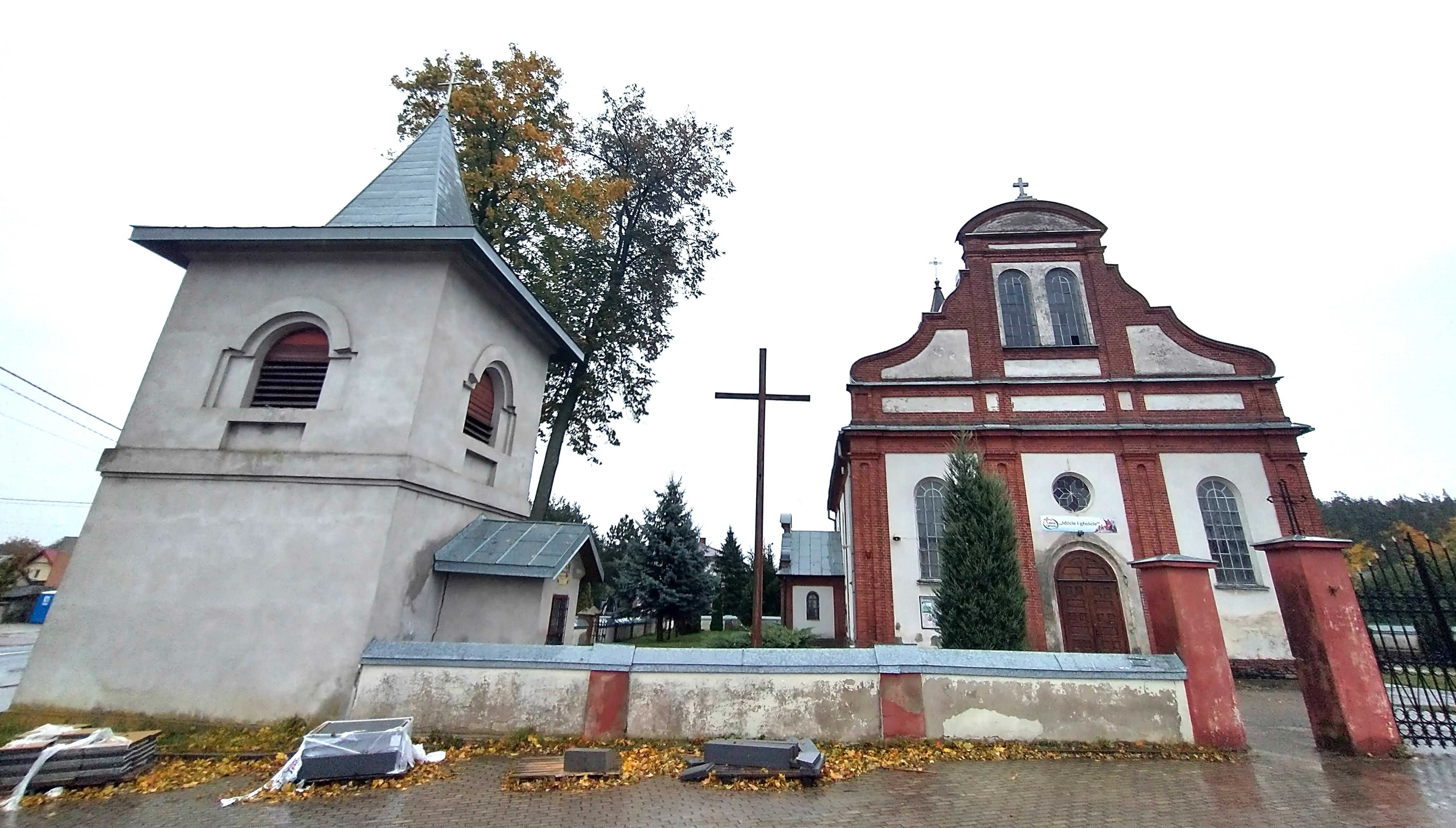
Widok z dzwonnicą
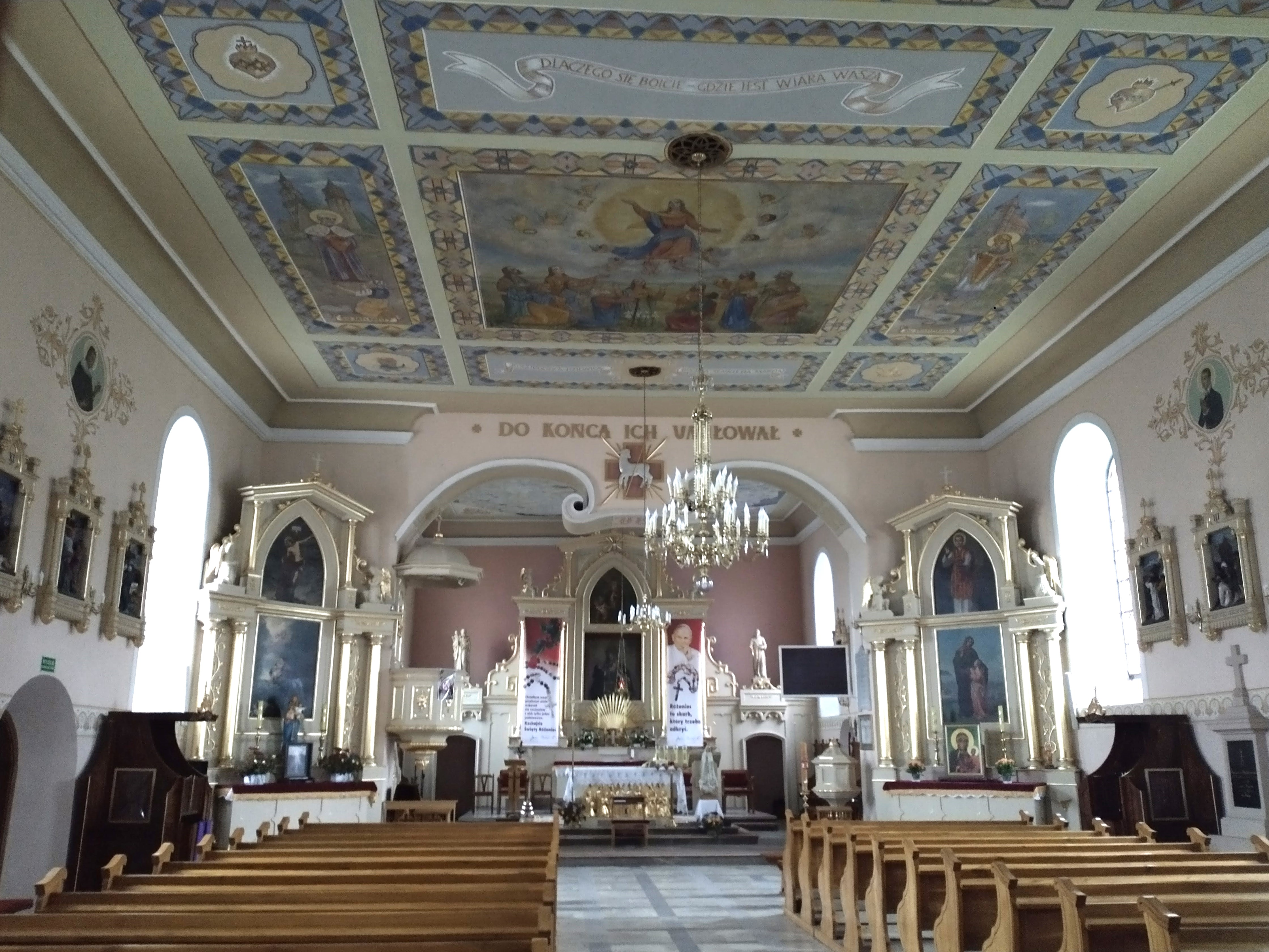
Wnętrze